# Morgan +4+
Morgan +4+ är en sportbil, tillverkad av den brittiska biltillverkaren Morgan mellan 1964 och 1967. 
I början av sextiotalet var Morgan ensamma kvar att bygga bilar enligt gammal brittisk sportbilstradition, med enkel konstruktion, stenhård fjädring och ett minimum av åkkomfort, sedan konkurrenter som MG och Triumph moderniserat sitt modellprogram. 1964 gjorde även Morgan ett försök att anpassa sig efter den nya tiden.
Plus 4 Plus-modellen fick en modernt formgiven täckt kaross i glasfiber, inte helt olik dagens Aero 8-modell, medan chassi och motor hämtades rakt av från den traditionella Morgan +4. 
Bilen blev en flopp och Morgan byggde bara 26 exemplar under tre år. Sedan dess har företaget hållit sig till sina gammalmodiga, men eftertraktade modeller.